# Pol·laciúria
La pol·laciúria és un símptoma urinari, component de la síndrome miccional o de la síndrome prostàtica, caracteritzat per l'augment del nombre de miccions (freqüència miccional) durant el dia, que solen ser d'escassa quantitat i que reflecteix una irritació o inflamació del tracte urinari. Sol acompanyar-se de nictúria i d'altres símptomes de la síndrome miccional com tenesme vesical i disúria.
La causa més freqüent de pol·laciúria sol ser una infecció urinària, sobretot en dones.
Durant la gestació en la dona es considera com a signe normal, encara que s'ha de descartar l'existència d'infecció urinària.
En homes, especialment en majors de 50 anys, també s'ha de descartar una infecció, però també cal diferenciar una hiperplàsia benigna de pròstata d'un càncer de pròstata.
També pot presentar com a símptoma d'irritacions d'òrgans adjacents al tracte urinari com vulvovaginitis, i més rarament: apendicitis, endometritis, colitis.
Alguns medicaments com la difenhidramina poden causar pol·laciúria.